# Hayato-zuka

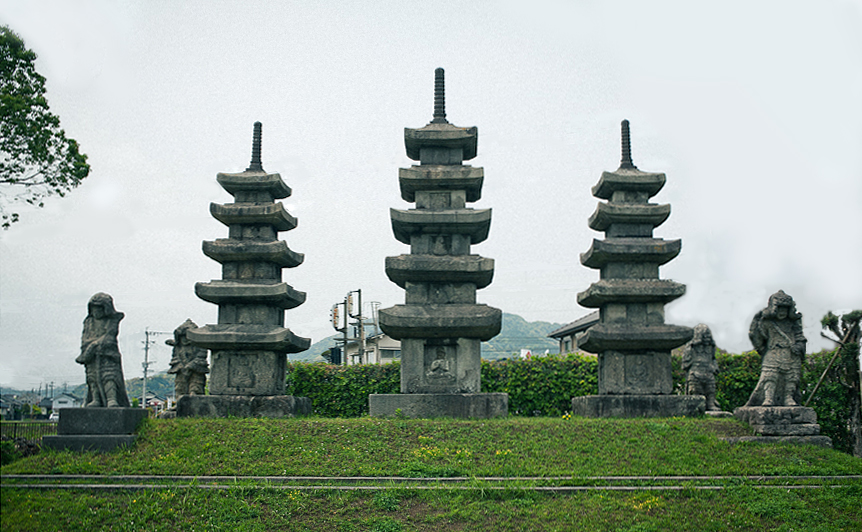
Hayato-zuka

Hayato-zuka (jap. 隼人塚, dt. „Hayato-Grab“) ist ein japanischer Sakralbau in Hayatochō-Uchiyamada, Kirishima, Präfektur Kagoshima.
Die Anlage sollte nicht mit dem Hayato-zuka Kofun in Yukuhashi verwechselt werden.

## Beschreibung
Die Basis der etwa 50 m² großen Anlage ist ein 15 m langer und 2 m hoher rechteckiger Hügel aus Tuffstein. Auf diesem befinden sich drei fünfstufige Steinpagoden (五重石塔, gojū sekitō), wobei die mittlere und größte 2,5 m hoch ist, sowie an jeder Ecke je eine Statue der Shitennō – die buddhistischen Vier Himmelskönige – als Schutzgötter (Lokapala).

## Geschichte
Errichtet wurde die Anlage in der späten Heian-Zeit und die Steinpagoden ähneln denen der auf 1142/3 datierten Pagoden des nahe liegenden Provinztempels (kokubunji) von Ōsumi, weswegen man annimmt, dass die Anlage aus der gleichen Zeit stammt.
Ihre Bedeutung ist unbekannt, wobei üblicherweise angenommen wird, dass es Überreste eines buddhistischen Tempels sind, z. B. des Provinztempels der Nonnen (kokubunniji), auch im Hinblick auf die Ähnlichkeiten mit dem genannten Provinztempel (der Mönche). Eine weitere Theorie ist, dass die Anlage der Beruhigung der Geister der getöteten Kumaso und Hayato diente. Dies waren in dieser Region lebende Menschengruppen bzw. Völker, die im 8. Jahrhundert vom japanischen Staat unterworfen wurden.
Am 3. März 1921 wurde die Anlage zur Nationalen Historischen Stätte ernannt, d. h. denkmalgeschützt.
1998/1999 wurden an den Steinpagoden und -figuren Restaurierungsarbeiten durchgeführt.